# Saphophagus minutus
Saphophagus minutus is een keversoort uit de familie Jacobsoniidae. De wetenschappelijke naam van de soort is voor het eerst geldig gepubliceerd in 1886 door Sharp.